# Sofia Boesch Gajano
Pour les articles homonymes, voir Boesch.
Sofia Boesch Gajano, née à Rome en 1934, est une historienne italienne et professeur d'histoire médiévale à l'Université de Rome III, spécialiste notamment de l’histoire religieuse, de l’histoire de la sainteté et du culte des saints, et de la religiosité féminine.

## Biographie
Après des études universitaires à Rome, elle devient enseignante à l'université de Sienne puis à celle de L'Aquila. Elle termine sa carrière d'enseignante comme professeur à l'université de Rome III.
Ses recherches ont porté notamment sur l'histoire de la sainteté et du culte des saints, thèmes qu'elle utilise aussi pour observer le fonctionnement des institutions, la société et l'activité culturelle. Elle a en particulier décortiqué la production hagiographique du haut Moyen Âge et l’œuvre de Grégoire le Grand.
Elle s'est intéressée aussi à la religiosité féminine, par exemple par son travail sur une ermite bénédictine, Chelidonia, du XIIe siècle.
Elle a dirigé la revue Sanctorum et organisé de nombreux séminaires et colloques. Elle a également codirigé la collection Sacro/Santo chez Viella.

## Principales publications
- Agiografia altomedioevale, Bologne, il Mulino, 1976.
- Il culto dei santi : filologia, antropologia e storia, 1982.
- Luoghi sacri e spazi della santità, en collaboration avec Lucetta Scaraffia, Turin, Rosenberg e Sellier , 1990.
- Raccolte di vite di santi dal XIII al XVIII secolo : strutture, messaggi, fruizioni, Fasano, Schena, 1990.
- Eremi e luoghi di culto rupestri d'Abruzzo, en collaboration avec Edoardo Micati, Pescara, Carsa, 1996.
- Santità, culti, agiografia : temi e prospettive : atti del I Convegno di studio dell'Associazione italiana per lo studio della santità, dei culti e dell'agiografia, Roma, 24-26 ottobre 1996, Rome, Viella, 1997.
- Miracoli : dai segni alla storia, en collaboration avec Marilena Modica, Rome, Viella, 2000.
- Santi e culti del Lazio : istituzioni, società, devozioni : atti del Convegno di studio, Roma, 2-4 maggio 1996, en collaboration avec Enzo Petrucci, Rome, Presso la Società alla Biblioteca Vallicelliana, 2000.
- Sacro/santo : (nuova serie), (direction de l'ouvrage), Rome, Viella, 2000.
- La basilica di San Gregorio Maggiore a Spoleto : guida storico-artistica, en collaboration avec Letizia Pani Ermini, et Bruno Toscano, Milan, Silvana , 2002.
- Europa sacra : raccolte agiografiche e identità politiche in Europa fra Medioevo ed Età moderna, en collaboration avec Raimondo Michetti, Rome, Carocci, 2002.
- Gregorio Magno : alle origini del Medioevo, Rome, Viella, 2004.
- La tesaurizzazione delle reliquie, Rome, Viella, 2005.
- Storia della santità nel cristianesimo occidentale, en collaboration avec Anna Benvenuti, Simon Ditchfield, [et al.], Rome Viella, 2005. Traduction en français par Jacqueline Martin-Bagnaudez et Noël Lucas : Grégoire le Grand : aux origines du Moyen Âge, préface de Pierre Riché, Paris, Éditions du Cerf, 2007.
- I santi patroni del Lazio III, La provincia di Rieti, en collaboration avec Letizia Ermini Pani, Rome, Regione Lazio, 2007.
- Donne tra saperi e poteri : nella storia delle religioni, en collaboration avec Enzo Pace, Brescia, Morcelliana, 2007.
- Grégoire le Grand hagiographe : les "Dialogues", traduit par Jacqueline Martin-Bagnaudez, Paris, Éditions du Cerf, 2008.
- I Santi patroni del Lazio IV, La Provincia di Viterbo, en collaboration avec Letizia Ermini Pani, Rome, Regione Lazio-Assessorato alla Cultura, Spettacolo e Sport, 2008.
- Lo spazio del santuario : un osservatorio per la storia di Roma e del Lazio, en collaboration avec Francesco Scorza Barcellona, postface de Dominique Julia, Rome, Viella, 2008.
- Chelidonia : storia di un'eremita medievale, Rome, Viella, 2010.
- Storia della direzione spirituale II, L'età medievale, Brescia, Morcelliana, 2010.
- I Santi patroni del Lazio V, La Provincia di Roma, en collaboration avec Letizia Ermini Pani, Rome, Regione Lazio-Assessorato alla Cultura, Spettacolo e Sport, 2011.
- San Pietro e San Marco : aspetti, luoghi della santità e della agiografia tra Oriente e Occidente, en collaboration avec Paolo Tomea et Letizia Caselli, Aquileia, Centro di Antichità altoadriatiche, 2012.